# Golubsko-Dobrzyński
Golubsko-Dobrzyński là một huyện thuộc tỉnh Kujawsko-Pomorskie của Ba Lan. Huyện có diện tích 613 km². Đến ngày 1 tháng 1 năm 2011, dân số của huyện là 45316 người và mật độ 74 người/km².